# Tere-chol (Jenisej)
Tere-chol (rusky Тере-Холь) je jezero na jihovýchodě Tuvinské republiky v Rusku. Má rozlohu 39,1 km². Leží v tektonické kotlině v nadmořské výšce 1300 m.

## Ostrov
Na jezeře je ostrov, na kterém se zachovaly zbytky ujgurské pevnosti z 8. století.

## Vodní režim
Z jezera odtéká řeka Balyktyg Chem (povodí Malého Jeniseje Ka Chem).